# 伽罗瓦环形山
伽罗瓦环形山（Galois）是月球背面北半球一座巨大的古老撞击坑，约形成于前酒海纪期，其名称取自法国著名数学家、现代群论创始人埃瓦里斯特·伽罗瓦（1811年—1832年），1970年被国际天文联合会正式批准接受。

## 描述
该陨坑西北偏西毗邻多普勒环形山、西北偏北靠近科罗廖夫环形山、梅契尼科夫环形山位于它的东北偏北、帕申环形山则坐落在东面、南面和西南分别横亘着沃尔辛环形山和莫霍洛维奇环形山。
该环形山中心月面坐标为14°12′S 151°54′W / 14.2°S 151.9°W，直径232公里，深度3.1公里。
该陨坑已非常破损，其边缘因撞击而改变，特别是位于科罗廖夫环形山附近的西北侧，几乎已难以辨认，卫星坑伽罗瓦 Q撞击汇集的溅射物形成它内凹的南侧壁，最清晰的部分则是东侧壁，陨坑侧壁平均高度为2040米。
坑底表面也覆盖着数座醒目的陨坑，伽罗瓦 A与伽罗瓦 L在中心点附近形成相似的一对；东北侧壁上坐落着伽罗瓦 B与伽罗瓦 C；而伽罗瓦 U则紧抵着西北内壁。陨坑内西南部地表最为完整并相当平坦。
伽罗瓦环形山东北外壁坡有一座高反照率的无名小陨坑，它位于一小型射纹系统中心，其北面的射纹线最为突出，一举纵贯了整个梅契尼科夫环形山坑底。该陨坑被认为是一座相对较新的撞击坑，因为它的射纹线仍未因太空风化的侵蚀而消褪。

## 卫星陨石坑
按惯例，最靠近伽罗瓦环形山的卫星坑在月图上以字母标注在该坑中心点的旁边。

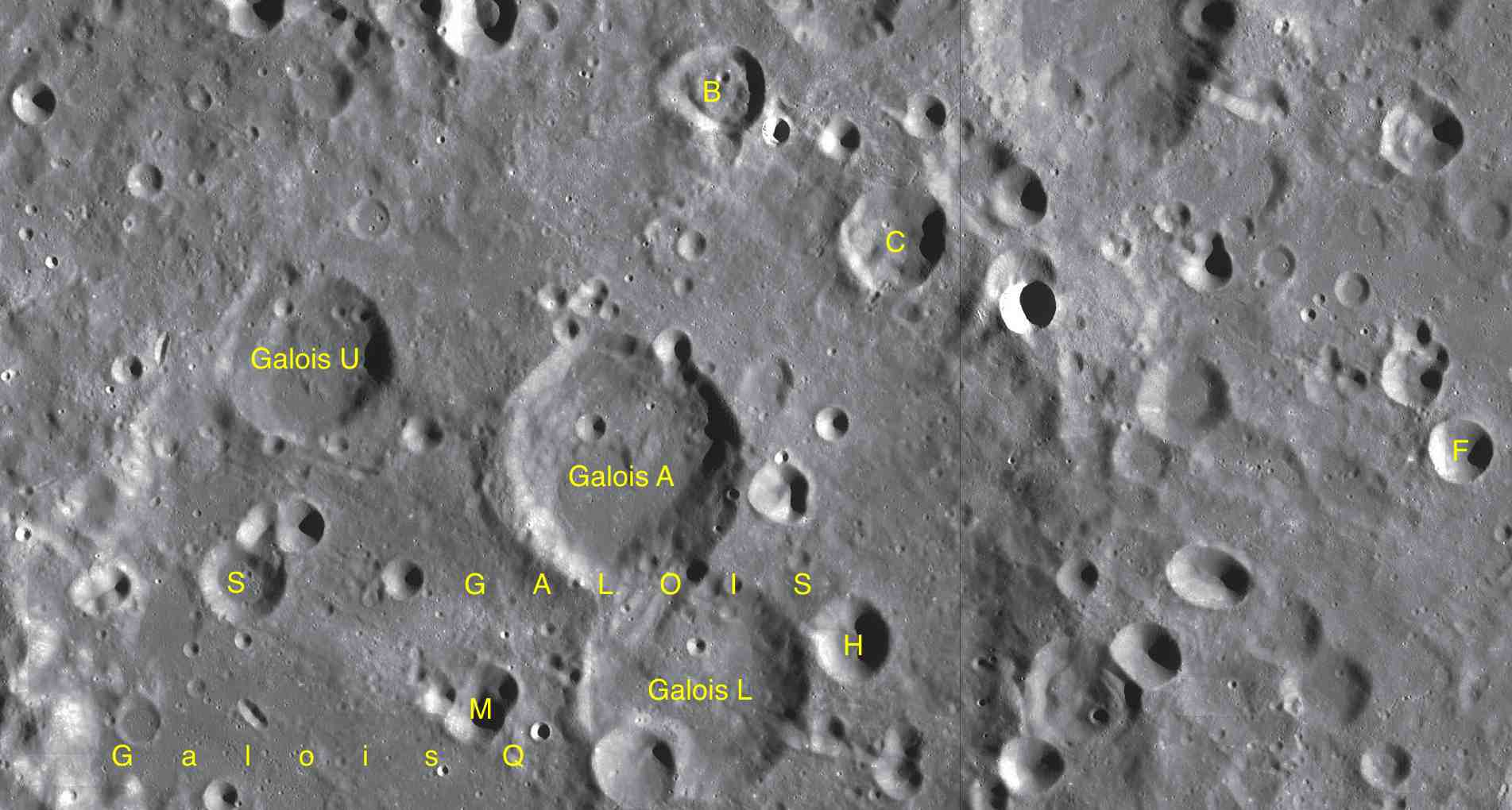
LAC-87 与 LAC-88 拼接图

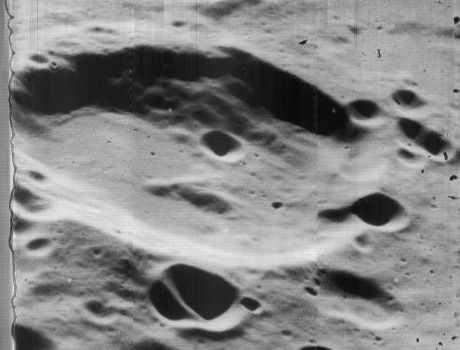
卫星坑Galois A斜视图

| 伽罗瓦 | 纬度    | 经度     | 直径     |
| ------ | ------- | -------- | -------- |
| A      | 14.0° S | 152.5° W | 54 公里  |
| B      | 11.3° S | 151.8° W | 20 公里  |
| C      | 12.4° S | 150.5° W | 22 公里  |
| F      | 13.9° S | 146.4° W | 13 公里  |
| H      | 15.2° S | 150.9° W | 19 公里  |
| L      | 15.5° S | 152.0° W | 51 公里  |
| M      | 16.1° S | 152.4° W | 18 公里  |
| Q      | 15.2° S | 154.7° W | 132 公里 |
| S      | 14.5° S | 154.9° W | 18 公里  |
| U      | 13.2° S | 154.7° W | 35 公里  |

- 卫星坑Galois A斜视图

## 外链链接
- 月球数码摄影图集（页面存档备份，存于）
- 阿波罗17号拍摄的照片（页面存档备份，存于）
- 探测器8号拍摄的照片（页面存档备份，存于）
- 维基月球在线解说-伽罗瓦环形山（页面存档备份，存于）
- Andersson, L.E., and E.A. Whitaker, 美国宇航局月球地名目录, 美国宇航局参考出版物1097, 1982年10月.（页面存档备份，存于）